# Epitelio pigmentato retinico

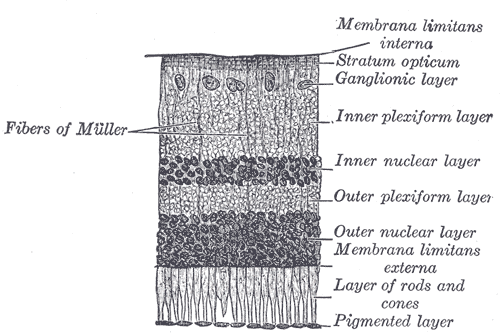
Sezione della retina. (Strato pigmentato etichettato in basso a destra.)

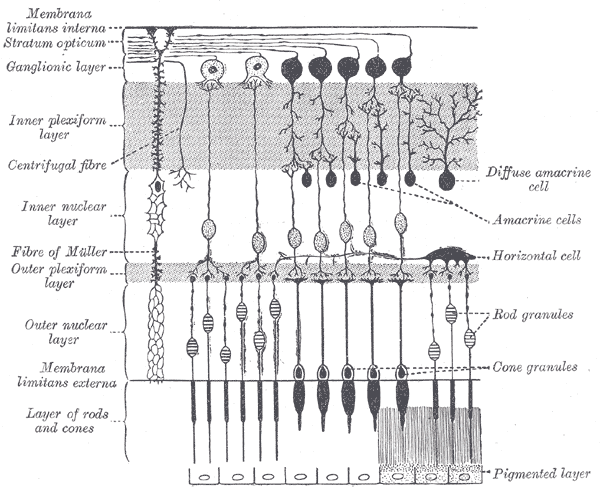
Schema dei neuroni retinici (Strato pigmentato etichettato in basso a destra.)

L'epitelio pigmentato retinico (EPR) è lo strato di cellule pigmentate all'esterno della retina neurosensoriale che nutre le cellule visive retiniche, ed è attaccata saldamente alla sottostante coroide e alle sovrastanti cellule visive retiniche.

## Storia

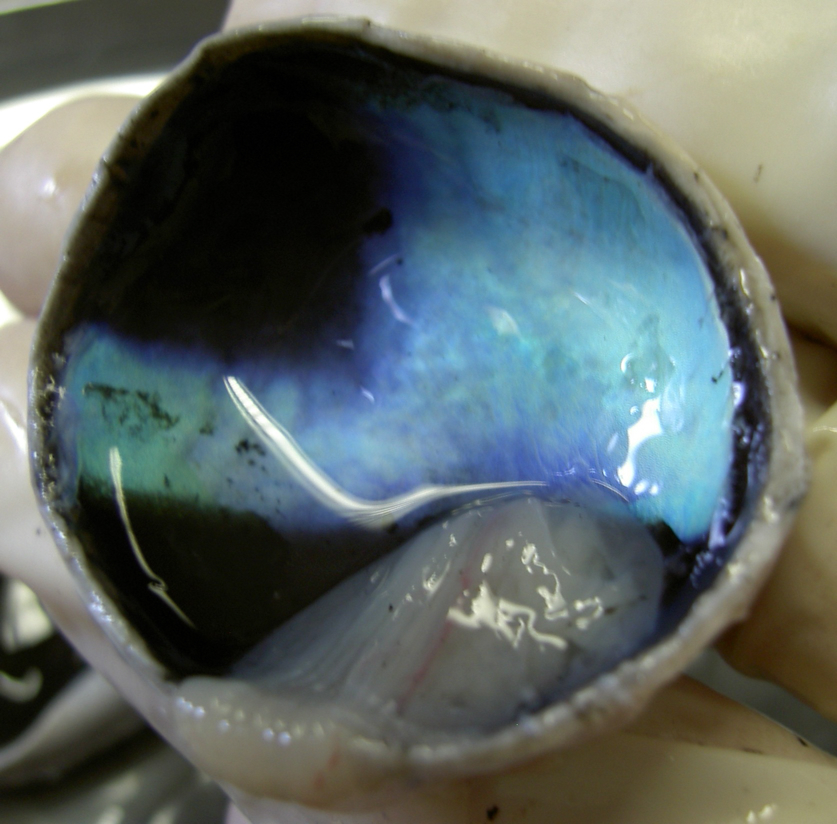
Coroide sezionata proveniente da un occhio di vitello, che mostra l'EPR nero e il tapetum lucidum blu iridescente.

L'EPR era conosciuto nel XIX e XX secolo come il pigmentum nigrum, in riferimento all'osservazione che l'EPR è scuro (nero in molti animali, marrone negli umani); e come il tapetum nigrum, in quanto negli animali con un tapetum lucidum, in quella regione l'EPR non è pigmentato.

## Anatomia
L'EPR è composto da un singolo strato di cellule esagonali che sono compresse densamente con granuli di pigmento.
Quando osservata dalla superficie esterna, queste cellule sono lisce e di forma esagonale. Se osservata in sezione, ogni cellula consiste di una parte esterna non pigmentata, contenente un largo nucleo ovale e una porzione interna pigmentata che si estende come una serie di appendici dritte simili a fili tra i bastoncelli, specialmente quando l'occhio è esposto alla luce.

## Funzione
L'epitelio pigmentato retinico è coinvolto nella fagocitosi della porzione esterna di cellule fotorecettrici ed è anche nel ciclo della vitamina A dove isomerizza tutto il retinolo trans in 11-cis-retinaldeide.
L'epitelio pigmentato retinico serve anche come un fattore limitante di trasporto che mantiene l'ambiente retinico fornendo piccole molecole quali amminoacidi, acido ascorbico e D-glucosio e rimanendo invece una solida barriera per le sostanze coroideali portate dal sangue. L'omeostasi dell'ambiente ionico è mantenuta da un delicato sistema di trasporto di scambio.

## Patologia
Negli occhi degli affetti da albinismo, le cellule di questo strato non contengono alcun pigmento. Una disfunzione del EPR si trova nella degenerazione maculare legata all'età e nella retinite pigmentosa.